# West Acton (London Underground)

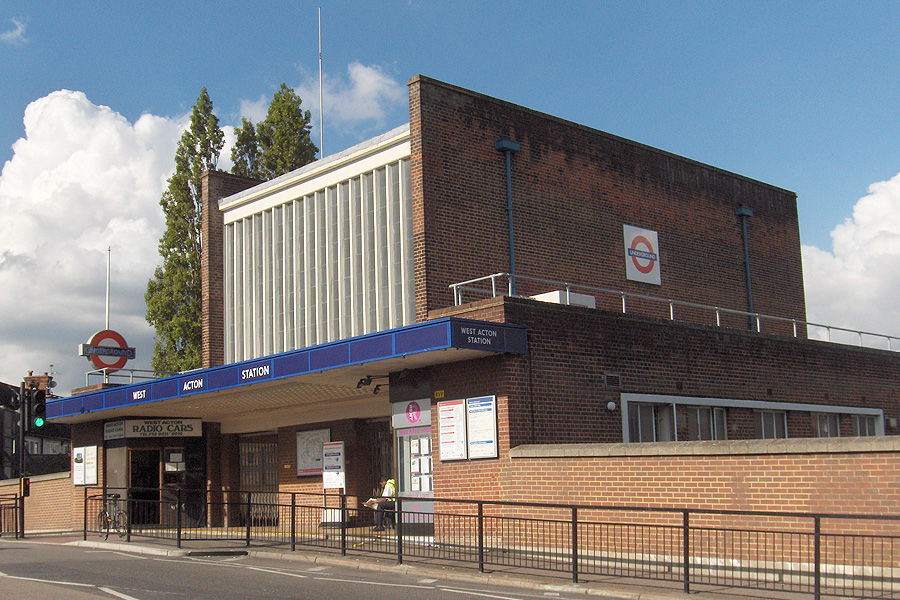
Stationsgebäude

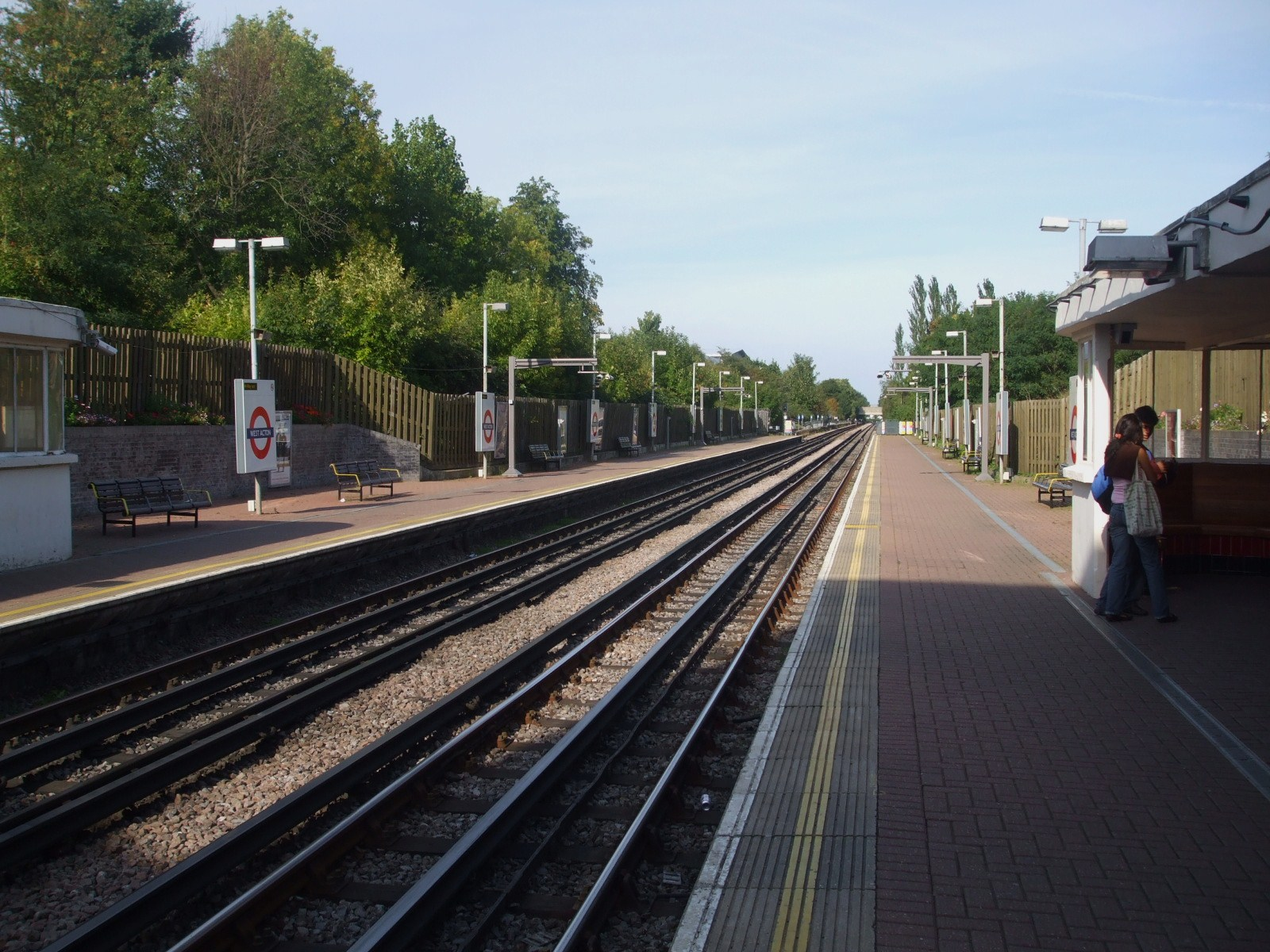
Blick auf die Bahnsteige

West Acton ist eine oberirdische Station der London Underground im Stadtbezirk London Borough of Ealing. Sie liegt in der Travelcard-Tarifzone 3 am Queens Drive und wird von Zügen der Central Line bedient. Im Jahr 2013 nutzten 1,69 Millionen Fahrgäste die Station.
Die Great Western Railway (GWR) baute eine kurze Zweigstrecke nach Ealing und nutzte sie ab April 1917 für den Güterverkehr. Drei Jahre später vereinbarte die Central London Railway (CLR; Vorgängergesellschaft der Central Line) mit GWR eine gemeinsame Nutzung der Trasse. Am 3. August 1920 nahm die CLR den U-Bahn-Betrieb zwischen Wood Line und Ealing Broadway, die Züge fuhren an dieser Stelle allerdings noch ohne Halt durch. Die Eröffnung der nachträglich errichteten Station erfolgte schließlich am 5. November 1923.
Das heutige Stationsgebäude entstand 1940 nach Plänen des australischen GWR-Chefarchitekten Brian Lewis und ersetzte ein älteres aus dem Jahr 1923. Es handelt sich um eine schachtelförmige verkleidete Schalterhalle aus Stahlbeton, die mit roten Ziegeln verkleidet ist und hohe Fenster besitzt. Das markante Gebäude befindet sich auf einer Betonbrücke über den Gleisen, zwei Treppen führen hinunter zu den Bahnsteigen. Seit 2011 steht die Station unter Denkmalschutz (Grade II).